# Inúbia Paulista
Inúbia Paulista é um município brasileiro do estado de São Paulo, localizada na região da Alta Paulista. Sua população, de acordo com o Censo 2022 (IBGE), era de 3.615 habitantes. Este levantamento também apontou que Inúbia Paulista possui uma densidade demográfica de 41,49 habitantes por km² e uma média de 2,73 moradores por residência.

## Toponímia
Inúbia, do tupi, nhumni'a, nhomby'a.
Inúbia designa uma espécie de trombeta, geralmente feita de cabaça, instrumento que era usado pelos índios em seus combates e festejos.Segundo relatos de antigos moradores, na época da colonização foram encontrados muitos desses instrumentos no local. E embora chama-se Ibirapuera, ainda como distrito de Lucélia, recebia de alguns o nome de Inúbia, que após emancipação, acrescentou-se o gentílico "paulista", tornando-se Inúbia Paulista.
A palavra Inúbia foi deturpada pelos escritores clássicos quando aportuguesaram, deslocando seu acento tônico (nhumni'a).

## História
Com pouco menos de 10 dias após início da colonização das terras, em 24 de dezembro de 1948, através do Decreto-Lei 233, posto em vigor na data de 1º de janeiro de 1949, o povoado de Inúbia, pertencente ao município de Lucélia foi elevado a distrito, denominado Distrito de Paz de Ibirapuera. 
O então distrito de paz Ibirapuera, em 18 de fevereiro de 1959, pelo Decreto Lei número 5.282, foi oficialmente elevado a município, com o nome definitivo de Inúbia Paulista, comarca de Lucélia desde 1949. O decreto somente posto em execução no dia 1º de janeiro de 1960 é o marco de criação do município. O aniversário de emancipação político administrativa do município é 22 de agosto.

### Fundadores
- Kana Uejo
- Takamaro Tanabe
- Assano Toshimini
- Cipriano Gomes - Primeiro Prefeito Municipal

## Geografia
Localiza-se a uma latitude 21º46'11" sul e a uma longitude 50º57'43" oeste, estando a uma altitude de 454 metros. Possui uma área de 87,119 km², segundo o Censo 2022 do IBGE.
- Temperatura média no verão:  23°
- Temperatura média no inverno:  20°
- Clima:  Quente
- Distância da Capital por Ferrovia:  659 km
- Distância da Capital por Rodovia:  584 km

## Demografia

### População
| Crescimento populacional                             | Crescimento populacional | Crescimento populacional | Crescimento populacional |
| Ano                                                  | População Total          |                          | %±                       |
| ---------------------------------------------------- | ------------------------ | ------------------------ | ------------------------ |
| 1960                                                 | 6 133                    |                          | —                        |
| 1970                                                 | 5 238                    |                          | −14,6%                   |
| 1980                                                 | 4 290                    |                          | −18,1%                   |
| 1991                                                 | 3 355                    |                          | −21,8%                   |
| 2000                                                 | 3 318                    |                          | −1,1%                    |
| 2010                                                 | 3 630                    |                          | 9,4%                     |
| 2022                                                 | 3 615                    |                          | −0,4%                    |
| Est. 2024                                            | 3 671                    | [ 9 ]                    | 1,5%                     |
| Fontes: Censos Demográficos IBGE e Estimativas SEADE |                          |                          |                          |

### Dados demográficos
Dados do Censo - 2022 
População total: 3.615 pessoas
Densidade demográfica (hab./km²): 41,49
Mortalidade infantil até 1 ano (por mil): dado inexistente para este município
Taxa de escolarização de 6 a 14 anos de idade: 98,3%
PIB per capita (2021): R$ 33.790,08
Índice de Desenvolvimento Humano (IDH-M): 0,759

## Economia
- Propriedades Agrícolas:  152
- Estabelecimentos Comerciais:  109
- Principais fontes econômicas:  Cana, pecuária, café, amendoim, feijão, milho, seringueira e fruticultura.

## Infraestrutura

### Comunicações
O sistema de telefones automáticos foi inaugurado na cidade em 1982 pela Telecomunicações de São Paulo (TELESP), que também implantou o sistema de discagem direta à distância (DDD) em 1986 com o código de área (0189). Anteriormente a cidade era atendida pela Cia. Telefônica Alta Paulista.
Na década de 90 o código DDD da cidade foi alterado para (018), para padronização do sistema telefônico com a telefonia celular que estava sendo implantada em todo o estado.

## Religião
O Cristianismo se faz presente na cidade da seguinte forma:

### Igreja Católica
- A igreja faz parte da Diocese de Marília.[19]

### Igrejas Evangélicas
- Assembleia de Deus Ministério do Belém.[20][21]
- Congregação Cristã no Brasil.[22]
- Igreja Batista - CBB